# Мадонна с младенцем (картина дель Фьоре)
«Мадонна с младенцем», также «Мадонна со спящим младенцем» (итал. Madonna col Bambino) — картина итальянского живописца Якобелло дель Фьоре. Создана примерно в 1410 году. Хранится в коллекции Музея Коррер в Венеции.
На картине изображена Дева Мария с младенцем Иисусом, который спит у нее на руках. Изысканная и нежная манера письма художника проявляется в передаче голубого одежды с арабескам с темно-синими цветами, а также в очень точной и искусной работе над золотым ореолом и фоном. Живописный стиль художника воплощает в себе черты интернациональной готики, и очень похож, в этом случае со стилем письма Джентиле да Фабриано.
Картина содержит подпись художника.